# Henri Collomb
Henri Collomb (Valjouffrey, 14 dicembre 1913 – Nizza, 9 ottobre 1979) è stato uno psichiatra, medico e neurologo francese, uno dei pionieri della etnopsichiatria del Novecento.

## Vita
Appassionato di alpinismo e di viaggi aerei, si trasferì prima a Gibuti, poi in Etiopia e in Estremo Oriente, nel ruolo di medico militare. 

Nel 1958 si recò a Dakar, dove trascorse vent'anni di vita, con il compito di ristrutturare il manicomio coloniale di Fann. 

Nel 1979, tornò a Nizza cercando di fondare una comunità terapeutica sulla linea di quelle create in Africa.

## Opere
Il suo lavoro viene ricordato perché ruppe i ponti con la tradizione della psichiatria coloniale, quella che sottovalutando l'importanza e la profondità della cultura indigena, distorceva le valutazioni sugli elementi psichiatrici dei malati, inficiandole con pregiudizi, banalizzazioni e luoghi comuni. Collomb, per prima cosa osservò e studiò la cultura africana mettendosi in ascolto dei pazienti, dei loro parenti, dei guaritori locali, condividendone le esperienze, i riti, traducendo i loro messaggi culturali in elementi di psicologia, riconoscendo il valore e l'alterità dei pazienti senza negarli e annullarli.
Il manicomio, inizialmente era costituito da un enorme capannone, dove venivano rinchiusi anche vagabondi, sbandati e delinquenti. Collomb lo trasformò in una struttura aperta, nel pieno rispetto della cultura senegalese. Il nuovo regolamento prevedeva che, almeno un membro per ogni famiglia del malato, affiancasse il paziente durante il tempo del ricovero. Questa "normalizzazione" consentì di tamponare la piaga delle fughe oltre ad entrare maggiormente in sintonia con il sofferente.

Il simbolo della nuova gestione della psichiatria fu l'Albero delle parole; infatti, con qualche anno in anticipo rispetto all'esperienza italiana di Franco Basaglia, nel giardino alberato del manicomio, Collomb ideò degli incontri bisettimanali fra medici, infermieri, pazienti, parenti, sciamani, ospiti che, tra un bicchiere e un pasto, discutevano apertamente delle problematiche inerenti alla struttura, alle materie mediche e agli individui. 

Inoltre Collomb creò una serie di piccoli centri periferici, atti a conservare i contatti con il territorio e l'ambiente.
Attratti dall'originalità e dalla straordinaria innovazione del metodo introdotto da Collomb, studiosi interdisciplinari di ogni parte del mondo, quali per esempio antropologi, sociologi, etnologi, medici, psichiatri o anche semplici giornalisti, visitarono i nuovi manicomi, formando, ben presto, un gruppo che realizzò la prestigiosa rivista Psychopathologie Africaine.

### Opere principali di Henri Collomb
- Collomb H. Les Bouffées délirantes en psychiatrie Africaine., pubbl. "Psychopathologie Africaine", 1965; 1(2):167-239.
- Collomb H. Psychothérapies non verbales traditionnelles en Afrique., pubbl. "Actualités Psychiatriques", 1972; 3: 27-34.
- Collomb H, Collignon R. Les conduites suicidaires en Afrique., pubbl. "Psychopathologie Africaine", 1974; 10(1):79sqq.
- Collomb H. De l'ethnopsychiatrie à la psychiatrie sociale., pubbl. "Revue Canadienne de Psychiatrie", 1979; 24: 459-469.
- Collomb H. La mort socio-somatique., pubbl. "Psychologie Médicale" 1979; 1 1 (8) : 1637-1644.
- Collomb H. Pour une psychiatrie sociale., pubbl. "Thérapie Familiale" 1980; 1 (2) : 99-107.
- Collomb H. La Sorcellerie-anthropophagie (genèse et fonction)., pubbl. "Évolution psychiatrique", 1978; 43(3):499-520.

### Libri su Henri Collomb
- Arnaut R. La folie apprivoisée : L'approche unique du professeur Collomb pour traiter la folie., pubbl. De Vecchi; Parigi; 2006. ISBN 978-2732883113
- Boussat S, Boussat M. À propos de Henri Collomb (1913-1979) : De la psychiatrie coloniale à une psychiatrie sans frontières., pubbl. "L'autre, Cliniques, Cultures et Sociétés",2002;3(3):411-424. Abstract
- Léopold Sédar Senghor. Henri Collomb (1913-1979) ou L'art de mourir aux préjugés., pubbl. "Psychopathologie Africaine", 1979; 15(2).